# Phyxelida tanganensis
Phyxelida tanganensis är en spindelart som först beskrevs av Simon och Fage 1922.  Phyxelida tanganensis ingår i släktet Phyxelida och familjen Phyxelididae.
Artens utbredningsområde är Tanzania. Inga underarter finns listade i Catalogue of Life.